# Harriets himmelfærd
Harriets himmelfærd er et radiodrama af den danske dramatiker og forfatter Line Knutzon. Det blev sendt på Danmarks Radio i 1995. Det er det første radiodrama, i hvilket de to antihelte Måvens og Peder figurerer. Radiodramaet er instrueret af Emmet Feigenberg med teknik af Erik Holmen.

## Handling
En kvinde (Ditte Gråbøl) banker på Himmerigets port. Hun præsenterer sig som Harriet og forklarer, at hun efter at have været til et selskab så alle sine ting svæve rundt oppe på himlen, hvorefter hun ved et uheld fløj til himmels. Da hun ikke er død, nægtes hun adgang til Himmeriget og kastes ud. Hun lander i Måvens' (Mikael Birkkjær) slikbutik, netop som han har skrevet i sin dagbog, at han vil begå selvmord. Efter 441 dage uden en kunde i butikken er han overbevist om, at verden finder ham frastødende. Måvens bliver først begejstret, da han tror, Harriet er en kunde, men senere skeptisk, da hun ikke kan fremvise et indkøbsnet. Harriet forklarer, at alle hendes ting befinder sig oppe i himlen og viser, at hun kan flyve. Måvens bliver forskrækket og tror, hun er et genfærd, men det benægter hun. Hun fortæller, at hun til et selskab råbte ud i natten, at hun ikke havde mere at sige, og at hendes udbrud gjorde en mand så forskrækket, at han tabte alle sine tårer. Hun viser Måvens en perlekæde dannet af alle mandens tårer, og Måvens synes, der er noget bekendt ved den.
Måvens foreslår, at Harriet bliver fast kunde i hans slikbutik, men hun fortæller, at hun allerede har et arbejde som udstillingsmodel i et glasskab på en togstation. Derefter flyver hun sin vej.
Måvens ringer til Peder (Søren Sætter-Lassen), og de mødes efterfølgende i Peders lejlighed. Efter en snak om deres tid i folkeskolen, som de begge savner, fortæller Peder, at han ikke har været i stand til at græde, siden alle hans tårer frøs til is under en spadseretur en frostklar nat. Måvens fortæller derefter om Harriet og beder om hjælp til at finde hende, så hun kan blive "hans faste". Peder bliver pludselig åndsfraværende, men indvilliger dog.
De går ned på den lokale beverding. Peder spørger, hvad der skal ske med ham, når Harriet bliver Måvens' "faste", hvortil Måvens svarer, at hun også kan blive hans faste. Peder, der ikke er klar over, at Måvens mener "faste kunde", bliver vred og afviser idéen, hvorpå han siger, at han allerede kender meningen med alting, når alt er sagt, og der ikke er mere at sige. Måvens beder ham uddybe, og da Peder svarer, at meningen med alting er kærlighed, styrter beverdingen sammen, og de bliver nødt til at flygte. Under flugten letter de pludselig og flyver.
Fra luften får de øje på en togstation og lander i et nærliggende pæretræ. På perronen opdager de Harriet, der sidder i et glasskab. Måvens befrier hende ved at knuse glasset, blot for at få at vide at hun slet ikke vil befries. Slukøret vender Måvens tilbage til Peder, der i mellemtiden er kravlet op i pæretræet. Peder fortæller, at han allerede kender Harriet fra den aften, han gik en tur og tabte sine tårer, og at han elsker hende, men ikke har villet sige det, fordi han troede, Måvens også elskede hende. Måvens svarer, at han blot ønskede, hun skulle komme fast i slikbutikken, og skynder sig tilbage for at hente Harriet. Hun genkender Peder og giver ham perlekæden med hans tårer, så han igen bliver i stand til at græde, hvorpå de står i et stykke tid uden at sige noget til hinanden.

### Afvigelser mellem radioversion og trykt version
I forhold til den trykte udgave er dialogen i radiodramatiseringen visse steder forkortet, det gælder f.eks. dialogen mellem Harriet og stemmerne i Himmeriget og den afsluttende dialog mellem Harriet, Måvens og Peder; hvor radiodramatiseringen ender med, at de tre står i et stykke tid uden at sige noget til hinanden, ender den trykte version i et mindre skænderi.